# Chimarra mussaua
Chimarra mussaua är en nattsländeart som beskrevs av Malicky 1994. Chimarra mussaua ingår i släktet Chimarra och familjen stengömmenattsländor. Inga underarter finns listade i Catalogue of Life.